# 포티아 넬슨
포티아 넬슨(Portia Nelson, 1920년 5월 27일 ~ 2001년 3월 6일)은 미국의 가수, 연극 배우, 텔레비전 배우, 영화배우이다.
뉴욕주에서 사망하였다. 사인은 암이다.

## 영화
- 음악은 멈출 수 없어 (1980년)
- 닥터 두리틀 (1967년)
- 사운드 오브 뮤직 (1965년) - 버세 수녀 역